# Passo Cahuenga
Il passo Cahuenga (in inglese Cahuenga Pass) è un passo di montagna che attraversa l'estremità orientale delle Santa Monica Mountains nel distretto di Hollywood di Los Angeles.

## Descrizione
Il passo collega il bacino di Los Angeles (in inglese Los Angeles Basin) alla San Fernando Valley attraverso la U.S. Route 101 (Hollywood Freeway) e la Cahuenga Boulevard.
Fu il sito di due maggiori battaglie: la battaglia del Passo Cahuenga (in inglese Battle of Cahuenga Pass) del 1831 e la battaglia di Providencia (in inglese Battle of Providencia) o seconda battaglia del passo di Cahuenga del 1845.
Entrambe si svolsero sul lato della San Fernando Valley vicino a dove oggi sorge Studio City.
Nella zona vengono ancora oggi occasionalmente trovate palle di cannone impiegate nel conflitto.